# كولمان ليندسي
كولمان ليندسي (بالإنجليزية: Coleman Lindsey)‏ هو قاضي ومحامي وسياسي أمريكي، ولد في 2 أكتوبر 1892 في مقاطعة وبستر في الولايات المتحدة، وتوفي في 15 نوفمبر 1968 في باتون روج في الولايات المتحدة. حزبياً، نشط في الحزب الديمقراطي. وقد انتخب عضو مجلس ولاية لويزيانا.